# Bezden Peak
Der Bezden Peak (englisch; bulgarisch връх Безден wrach Besden) ist ein 2900 m hoher Berg im westantarktischen Ellsworthland. Er ist die höchste Erhebung der Bangey Heights im nordzentralen Teil der Sentinel Range des Ellsworthgebirges. Der Berg ragt 4,26 km ostnordöstlich des Mount Todd, 9,9 km südöstlich des Mount Goldthwait, 3,23 km südlich des Golemani Peak und 5,6 km nordnordwestlich des Voysil Peak auf. Der Patlejna-Gletscher liegt nördlich und der Ellen-Gletscher südlich von ihm.
US-amerikanische Wissenschaftler kartierten ihn 1988. Die bulgarische Kommission für Antarktische Geographische Namen benannte ihn 2011 nach der Ortschaft Besden im Westen Bulgariens.